# Société du Sacré-Cœur de Jésus
La Société du Sacré-Cœur de Jésus (Societas Sacratissimi Cordis Jesu) est une congrégation religieuse fondée en 1800 par Madeleine-Sophie Barat pour l'éducation des jeunes filles.
Les religieuses qui la composent étaient connues sous l'appellation de Dames du Sacré-Cœur. Au XXIe siècle, certaines se nommaient Sœurs du Sacré-Cœur. Elles appartiennent à la famille ignatienne. Elles signent R.S.C.J. (Religiosa Sanctissimi Cordis Jesus).

## Historique
Madeleine-Sophie Barat, fille de tonnelier, prit elle-même, à 22 ans, la direction du premier pensionnat en 1801, à Amiens. Le nombre de maisons s'accroissant rapidement (65 en 1850), elle devint supérieure générale de la société, dont elle établit la maison-mère à Paris, dans l'hôtel de Biron (aujourd'hui : musée Rodin) et l'actuel lycée Victor-Duruy. Ce couvent allait éduquer les jeunes filles des familles aristocratiques du faubourg Saint-Germain du milieu du XIXe au début du XXe siècle, lorsque la loi contre les congrégations les expropria (1904). Des sœurs ouvrirent alors une deuxième école à Bruxelles sur le site du castel de Linthout et la firent construire avec certains matériaux et mobiliers récupérés de leurs sites français. Le premier établissement (1834) était  le Sacré-Cœur de Jette.
L'enseignement dans les pensionnats visait à éduquer chrétiennement les jeunes filles de classes élevées, dont les frais de pension permettaient d'ouvrir des externats de qualité  pour les jeunes filles de classes modestes.

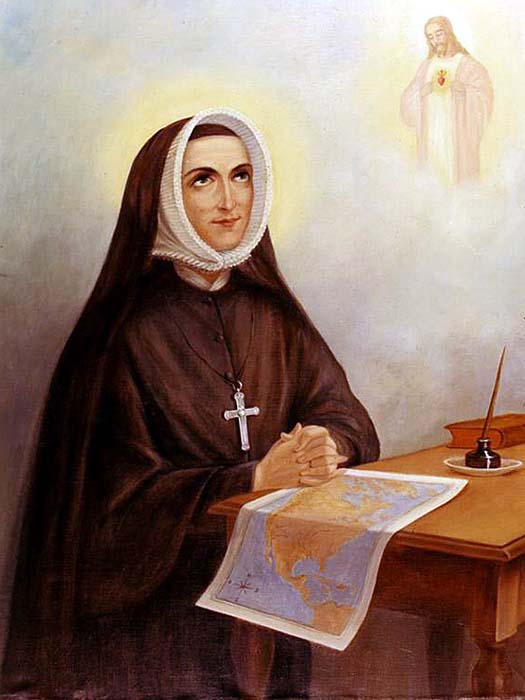
Portrait de Philippine Duchesne.

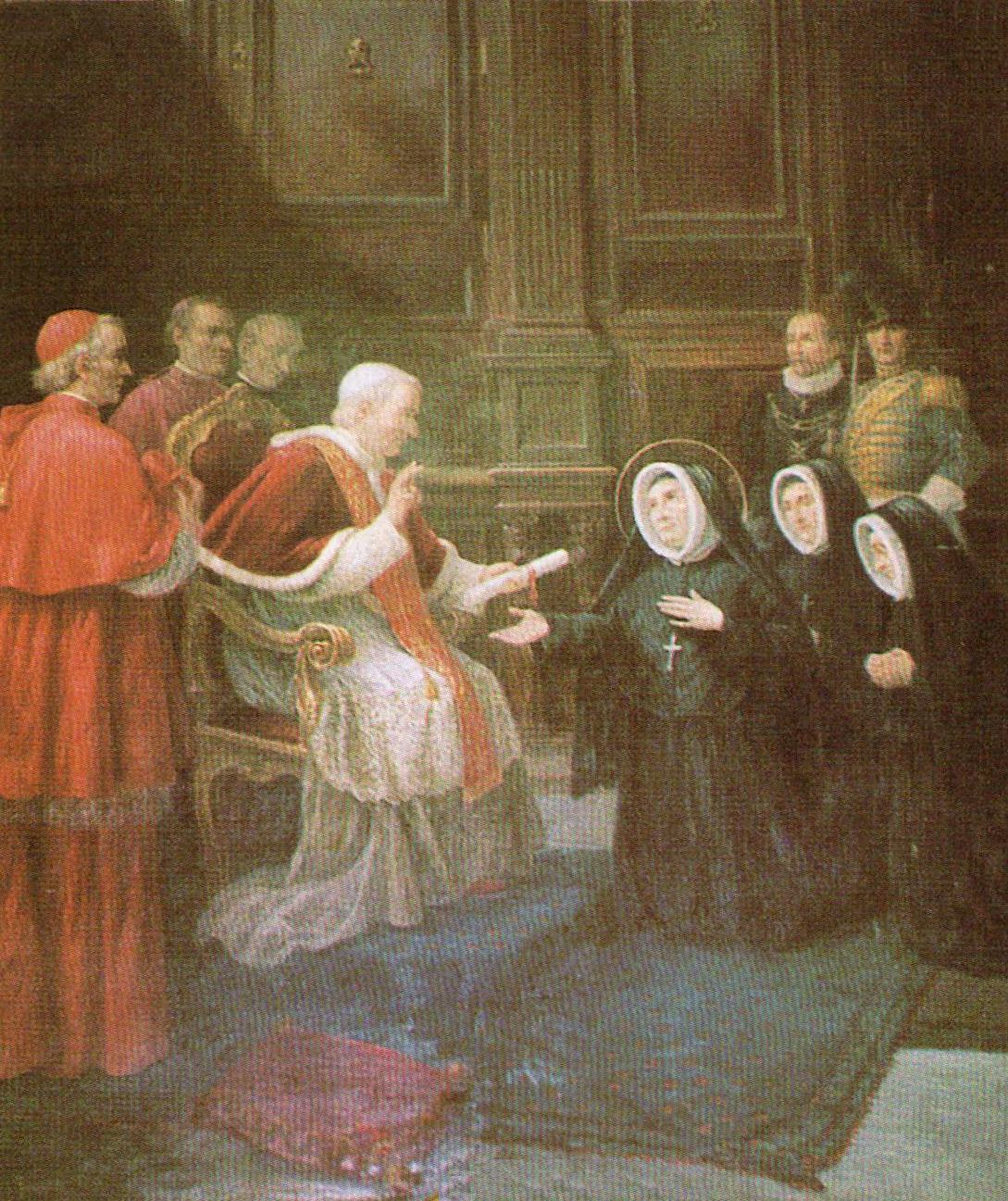
Grégoire XVI approuve en 1843 les constitutions de la société.

En 1818, la société fut implantée en Amérique du Nord par Philippine Duchesne, canonisée par le pape Jean-Paul II en 1988. Cette ancienne visitandine sécularisée sous la Révolution française, nièce du banquier Claude Perier qui avait financé le coup d'État du 18 Brumaire, en se plaçant en 1803 sous l'autorité des Dames du Sacré-Cœur, permit à la congrégation d'essaimer vers l'Amérique du Nord et du Sud en exportant une éducation d'élite. Le français y fut la langue d'enseignement obligatoire jusque dans les années 1970.

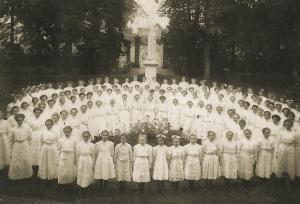
Les pensionnaires (vers 1910) dans le couvent de Bloemendal, fermé en 1978.

La spiritualité était ignatienne, avec une grande dévotion au Sacré-Cœur. Le niveau des études visait à être l'égal des meilleurs établissements jésuites de garçons, l'attachement au maintien et à la politesse étaient fort rigoureux. L'éducation artistique était également soignée.
Une particularité était l'enseignement d'une graphie spécifique, caractérisée par ses lettres hautes, anguleuses, souvent triangulaires, et connue sous le nom d'« écriture du Sacré-Cœur ». Elle a fait l'objet d'études graphologiques, notamment de la part d'Alfred Binet.
L'institut des Dames du Sacré-Cœur à Rome, à la Trinité-des-Monts, qu'elles quittèrent en 2006, était un des établissements de jeunes filles parmi les plus prestigieux d'Europe pendant la majeure partie du XXe siècle.
Des pensionnats et des instituts s'ouvrirent dans toute l'Europe, en Belgique, en Espagne, en Italie, en Allemagne, en Autriche (où les filles des archiducs étaient élevées), en Angleterre, et même en Égypte ou au Japon (d'où est issue l'ancienne impératrice du Japon), ainsi qu'au Brésil, en Argentine, au Chili. Toutes les anciennes élèves pouvaient former une élite féminine francophone à travers le monde, en partageant les mêmes valeurs d'éducation chrétienne et tisser des réseaux sociaux dans les classes dirigeantes de leur pays et ailleurs, ce qui fut le cas jusqu'il y a une trentaine d'années.

## AuXXIesiècle
L'enseignement d'élite des jeunes filles n'est plus la spécialité de la société, mais l'esprit ignatien est préservé dans la recherche de nouvelles priorités. Les religieuses ne portent plus d'habit spécifique, mais ont accès aux organismes des Nations unies pour la paix ou la justice. Elles sont engagées dans des réflexions sur les migrations dans le monde.
En 2007, la Société du Sacré-Cœur de Jésus comptait 2 966 religieuses dans 410 maisons et 45 pays. Depuis lors, elles ont été obligées de fermer près d'une centaine d'établissements et ont perdu dans la même période près d'un millier d'élèves. La plupart des établissements européens subsistants sont devenus mixtes. La langue française, qui n'est plus la langue véhiculaire des religieuses entre elles depuis les réformes des vingt dernières années[Depuis quand ?], est devenue minoritaire au sein de la société, comme son recrutement en France. Les changements sociétaux des années 1970 en Occident ont transformé les priorités dans les provinces européennes, notamment en France. Cependant aux États-Unis ou en Australie, un certain nombre d'établissements ont pu se maintenir et se développer en gardant non seulement l'esprit des fondatrices, mais l'organisation, et sont restés destinés aux jeunes filles.
Elles se tournent maintenant vers les pays d'Asie, où le potentiel éducatif est important. Elles animent en Amérique du Sud des communautés de base.
En Europe, où elles ont fermé nombre de leurs écoles, les religieuses évoluent souvent dans les milieux universitaires, en petites communautés, où elles tiennent des aumôneries ou des maisons d'accueil pour des retraites ou du soutien universitaire. Elles se tournent aussi vers les personnes en difficulté (elles sont visiteuses de prison, par exemple). Elles ont fait en général de longues études dans différents domaines : sociologie, sciences, psychologie, linguistique…
Leur maison généralice se trouve à Rome. En 2012, la supérieure générale est Kathleen Conan, de nationalité américaine.

## Fusion
Du vivant même de la fondatrice, neuf instituts fusionnent avec la société du Sacré-Cœur:
- 1824 : Les Dames de sainte Sophie fondées le 20 avril 1807 à Metz par Victoire Tailleur pour l'enseignement des jeunes filles. Les Dames de la Providence de Charleville s'unissent bientôt avec elles, mais comme l'archidiocèse de Reims est rétabli en 1822 et Charleville n'est plus sous la juridiction du diocèse de Metz mais de Reims, les Dames de la Providence de Charleville se séparent des Dames de sainte Sophie en 1822[5].
- 1825 : Religieuses du Sacré-Cœur de Bordeaux.
- 1831 : Religieuses du Sacré-Cœur d'Annonay.
- 1834 : Dames de la Providence de Charleville.
- 1834 : Dames de saint-Pierre de Marseille.
- 1842 : Dames de sainte-Brigitte de Roscrea en Irlande
- 1842 : Oblates de sainte-Marie, de San Elpidio.
- 1846 : Dames de saint-Pierre de Montfleury.
- 1856 : Dames de saint-Paul d'Angoulême.

## Galerie

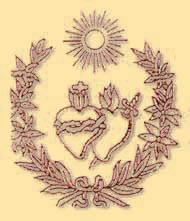
Emblème de la société qui n'est plus utilisé désormais.
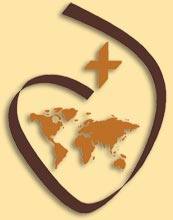
Emblème actuel de la société, « ouvert au monde ».
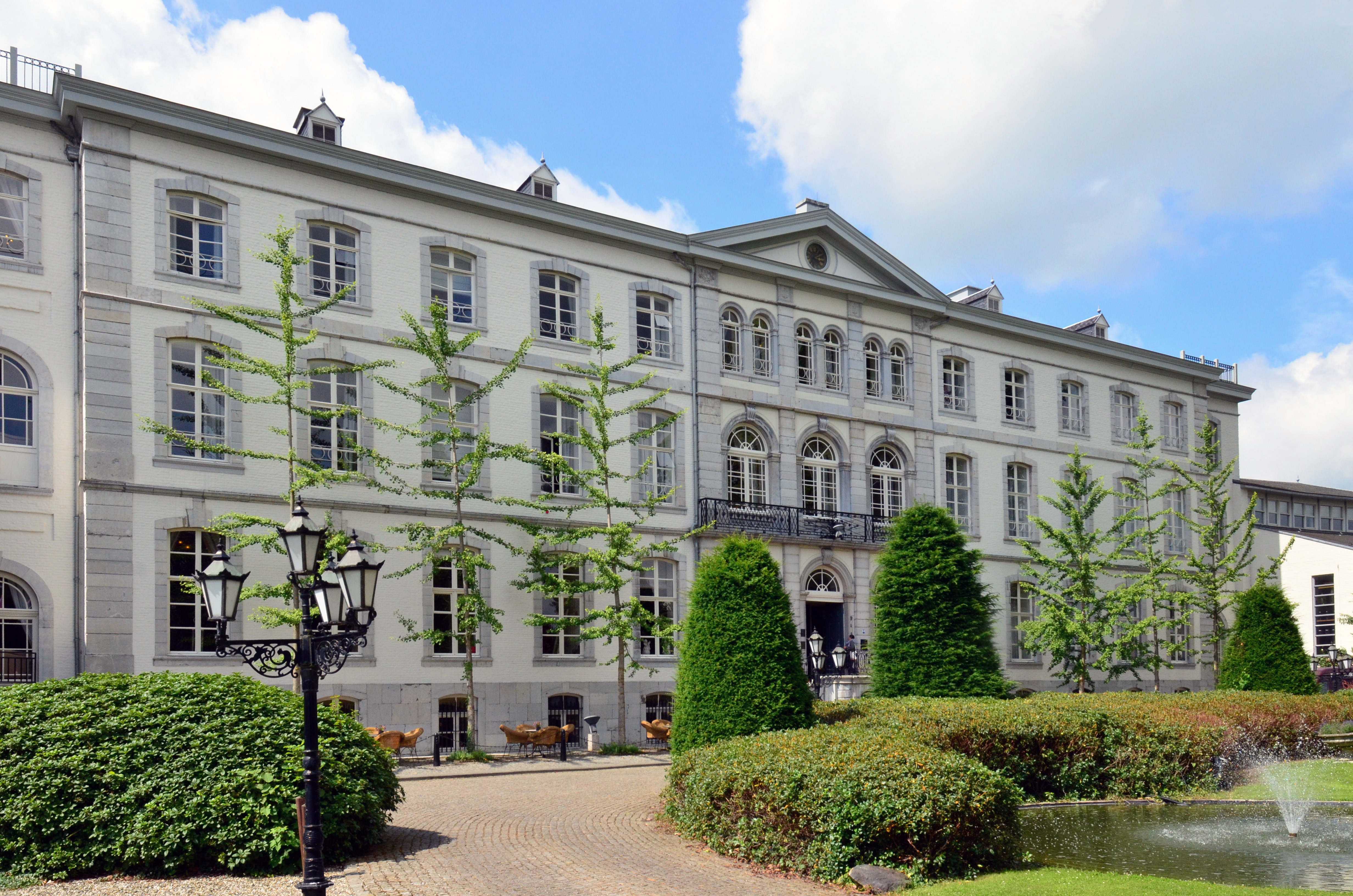
Ancien pensionnat de Bloemendal (nl) à Vaals aux Pays-Bas (fermé en 1978).
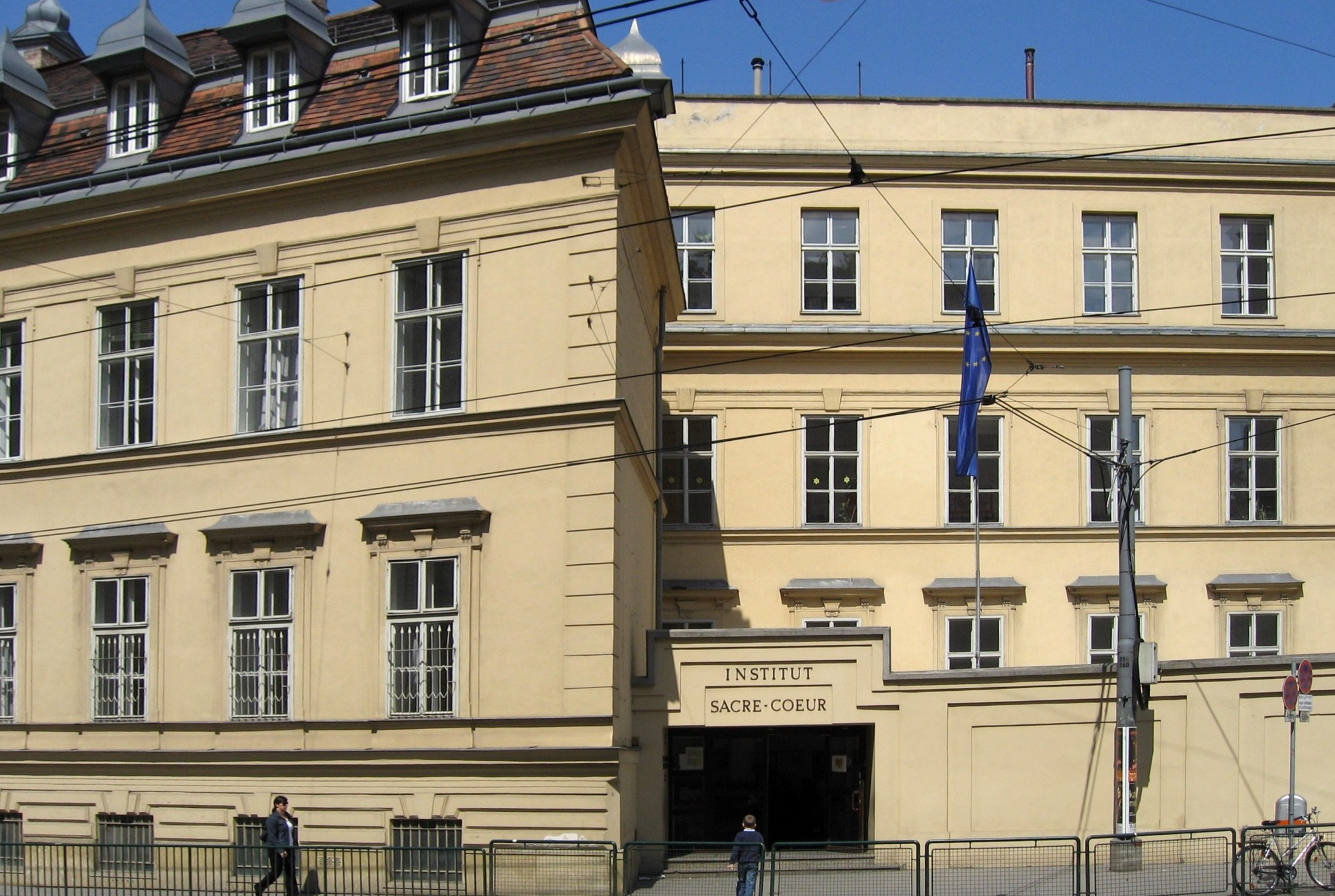
L’institut du Sacré-Cœur à Vienne, où les sœurs n'enseignent plus directement.

### Ouvrage d'Élisabeth Dufourcq
1. ↑  p. 137.
2. ↑  p. ??.

### Autres sources
1. ↑  Phil Kilroy, Madeleine-Sophie Barat - Une vie, p. 71.
2. ↑  Un article d'Alfred Binet sur le site Persée.
3. ↑  Annuaire pontifical pour l'année 2007, éditions Cité du Vatican, p. 1685.
4. ↑  Charles Molette, Guide des sources de l'histoire des congrégations féminines françaises de vie active, Éd. de Paris, 1974, 477 p., p. 364
5. ↑  Mathieu Henrion, Chapitre XXIX Dames de sainte Sophie, Bruxelles, société des bons livres, 1838, p. 376 & 377